# Le Theil-de-Bretagne
Le Theil-de-Bretagne est une commune française située dans le département d'Ille-et-Vilaine en région Bretagne, peuplée de 1 720 habitants.

## Géographie

### Localisation
Le Theil de Bretagne est situé à 30 km environ au sud-est de Rennes. La commune fait partie de la Roche aux Fées Communauté qui compte dix-neuf communes.

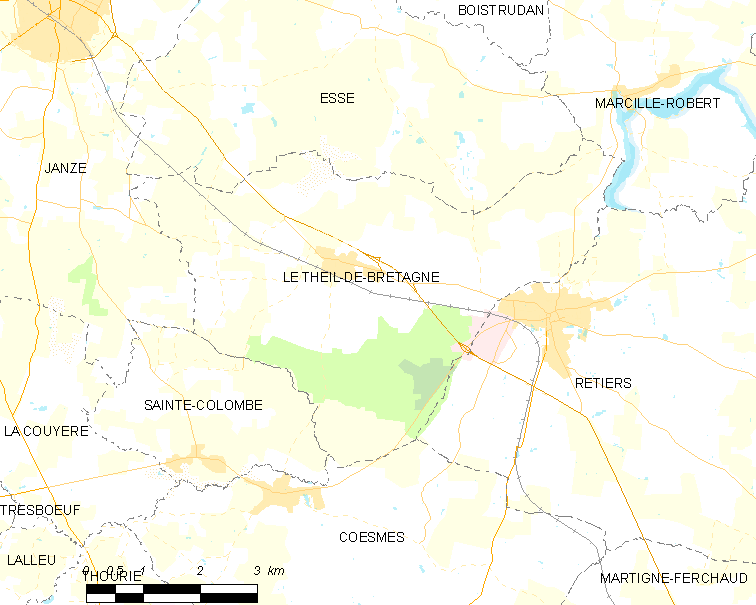
Carte de la commune.

|                | Essé                 | Marcillé-Robert |
| Janzé          | du Theil de Bretagne | Retiers         |
| Sainte-Colombe | Coësmes              |                 |

### Description
Au nord-ouest du territoire communal le Ruisseau du Ricordel est un affluent de rive gauche de la Seiche ; il alimente l'étang de la Rigaudière (un étang riche en poissons ), forme un moment la limite communale avec Essé et reçoit un affluent qui traverse la partie nord de la commune, le Ruisseau du Pont Guesdon.

### Zones naturelles
Il existe plusieurs sites naturels :
- La Rigaudière, en face du château, l'étang de la Rigaudière offre aux promeneurs ses 13 ha de promenade ;
- la Forêt du Theil de 400 ha recouvre la partie sud de la commune[2]. On y observe un curieux alignement de blocs de pierres qui pourrait dater du Néolithique. Le menhir dit Pierre de Rumfort, à l'ouest de la forêt, est un vestige de schiste rouge à propos duquel on dit qu'il a été laissé là par les fées quand ces dernières édifièrent La Roche-aux-Fées.

### Hydrographie
Pour un article plus général, voir Réseau hydrographique d'Ille-et-Vilaine.
La commune est située dans le bassin Loire-Bretagne. Elle est drainée par le Loroux, le Pont Guesdon, le Ricordel, le ruisseau de la Gravelle, le ruisseau des Gadouilles, et un autre petit cours d'eau,.

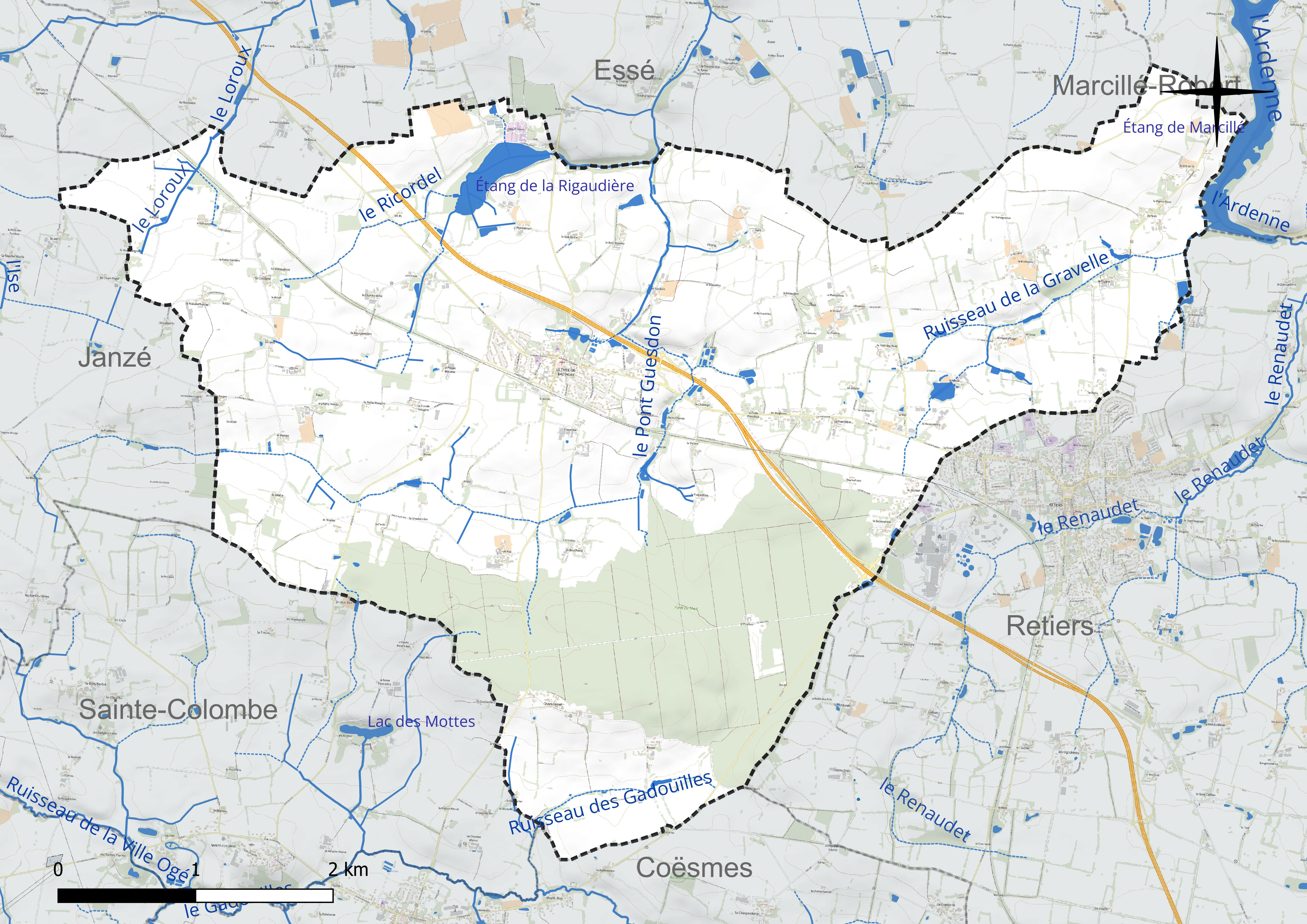
Réseau hydrographique du Theil-de-Bretagne.

Deux plans d'eau complètent le réseau hydrographique : l'étang de la Rigaudière (13,7 ha) et l'étang de Marcillé, d'une superficie totale de 87,2 ha (0,19 ha sur la commune),.

### Climat
Pour des articles plus généraux, voir Climat de la Bretagne et Climat d'Ille-et-Vilaine.
En 2010, le climat de la commune est de type climat océanique altéré, selon une étude du CNRS s'appuyant sur une série de données couvrant la période 1971-2000. En 2020, Météo-France publie une typologie des climats de la France métropolitaine dans laquelle la commune est exposée à un climat océanique et est dans la région climatique  Bretagne orientale et méridionale, Pays nantais, Vendée, caractérisée par une faible pluviométrie en été et une bonne insolation. Parallèlement l'observatoire de l'environnement en Bretagne publie en 2020 un zonage climatique de la région Bretagne, s'appuyant sur des données de Météo-France de 2009. La commune est, selon ce zonage, dans la zone « Sud Est », avec des étés relativement chauds et ensoleillés.  
Pour la période 1971-2000, la température annuelle moyenne est de 11,5 °C, avec une amplitude thermique annuelle de 13,3 °C. Le cumul annuel moyen de précipitations est de 773 mm, avec 12,4 jours de précipitations en janvier et 6,9 jours en juillet. Pour la période 1991-2020, la température moyenne annuelle observée sur la station météorologique la plus proche, située sur la commune d'Arbrissel à 9 km à vol d'oiseau, est de 12,1 °C et le cumul annuel moyen de précipitations est de 718,7 mm,. Pour l'avenir, les paramètres climatiques de la commune estimés pour 2050 selon différents scénarios d'émission de gaz à effet de serre sont consultables sur un site dédié publié par Météo-France en novembre 2022.

## Urbanisme

### Typologie
Au 1er janvier 2024, Le Theil-de-Bretagne est catégorisée commune rurale à habitat dispersé, selon la nouvelle grille communale de densité à sept niveaux définie par l'Insee en 2022.
Elle appartient à l'unité urbaine de Retiers, une agglomération intra-départementale regroupant deux  communes, dont elle est une commune de la banlieue,,. Par ailleurs la commune fait partie de l'aire d'attraction de Rennes, dont elle est une commune de la couronne,. Cette aire, qui regroupe 183 communes, est catégorisée dans les aires de 700 000 habitants ou plus (hors Paris),.

### Occupation des sols
L'occupation des sols de la commune, telle qu'elle ressort de la base de données européenne d'occupation biophysique des sols Corine Land Cover (CLC), est marquée par l'importance des territoires agricoles (77,8 % en 2018), en diminution par rapport à 1990 (80,6 %). La répartition détaillée en 2018 est la suivante : 
terres arables (41 %), zones agricoles hétérogènes (24,9 %), forêts (17,2 %), prairies (11,9 %), zones urbanisées (4,2 %), zones industrielles ou commerciales et réseaux de communication (0,8 %). L'évolution de l'occupation des sols de la commune et de ses infrastructures peut être observée sur les différentes représentations cartographiques du territoire : la carte de Cassini (XVIIIe siècle), la carte d'état-major (1820-1866) et les cartes ou photos aériennes de l'IGN pour la période actuelle (1950 à aujourd'hui).

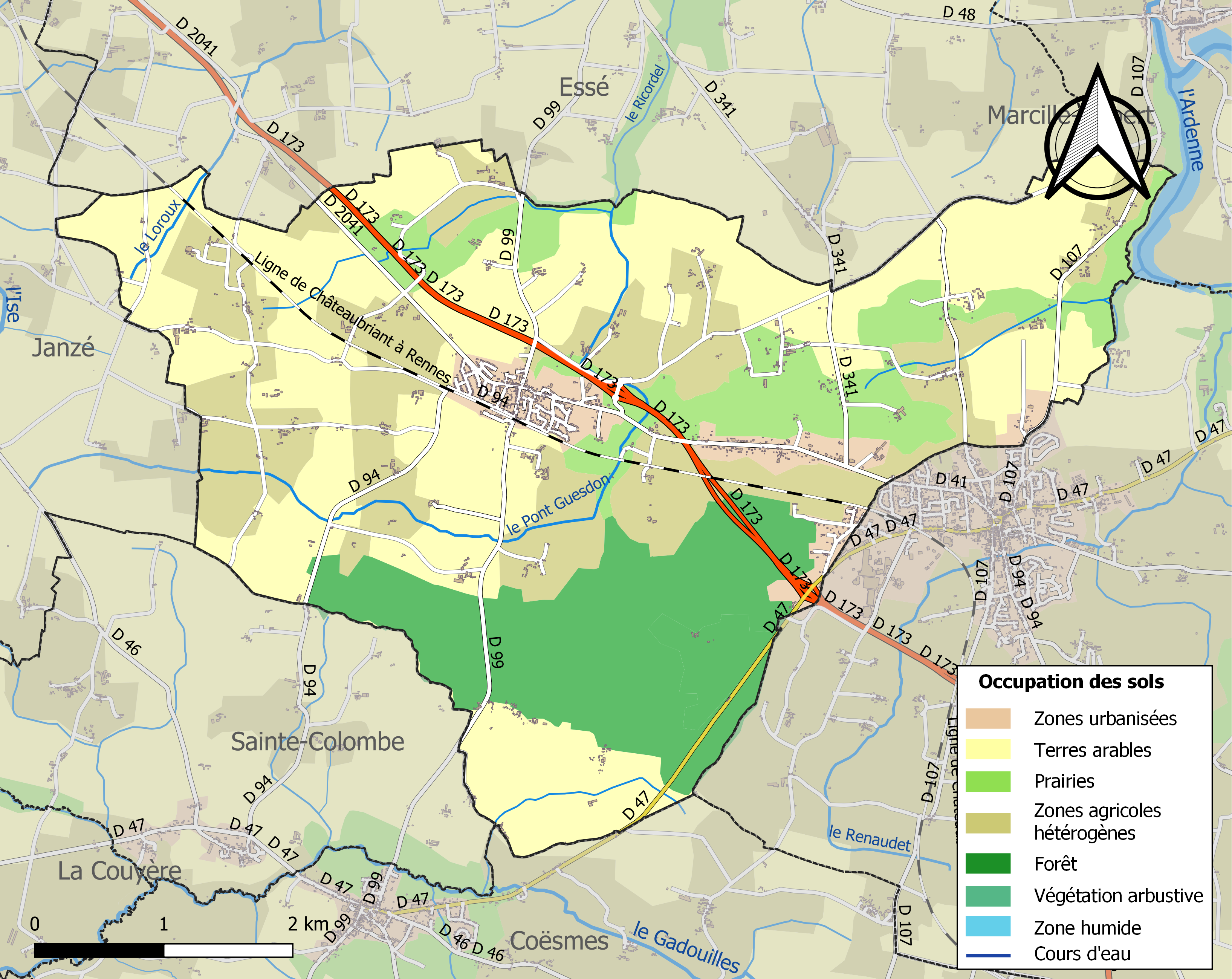
Carte des infrastructures et de l'occupation des sols de la commune en 2018 (CLC).

### Voies de communications et transports
La ligne ferroviaire de Châteaubriant à Rennes traverse la commune.
La commune est traversée par une route départementale : la RD 173.
La RD 173 est une voie express à 2×2 voies faisant partie de la liaison entre Rennes et Angers, via Corps-Nuds, Janzé, Retiers, Martigné-Ferchaud, Pouancé, Segré et Le Lion-d'Angers.

## Toponymie
Le nom de la localité est attesté sous les formes Tillia en 1330, Le Tai en 1465, parochia de Tillia en 1516.
Le nom « Theil » vient du latin tillia, signifiant « lieu planté de tilleul ». Tillia est attesté en 1330.
En 1920, le nom de la commune du Theil a été modifié en Le Theil-de-Bretagne.
Le nom de la commune traduit en breton est An Tilh. En gallo, le nom s'écrit Le Teilh.

## Histoire
(octobre 2010).
- Si vous ne connaissez pas le sujet, laissez ce bandeau (vous pouvez alors contacter les auteurs).
- Si vous supprimez le contenu mis en cause (vous pouvez préalablement contacter les auteurs),

argumentez précisément cette suppression dans la page de discussion
(un manque de référence n'est pas un argument ; une recherche réelle de référence doit avoir été effectuée, être formellement documentée).

### Préhistoire
L'occupation du territoire de la commune dès le Néolithique est attestée par l'existence de plusieurs sites mégalithiques : le menhir dit de la Pierre de Rumfort ou l'Homme Fort, avec les mégalithes couchés alentour, probables vestiges de l'alignement signalé par J. Ogée en 1779 dans son Dictionnaire historique et géographique de la Provence de Bretagne ; une enceinte mégalithique au lieu-dit Saint-Lyphard ; et deux menhirs à La Motte-Robert. Ces sites sont aussi à mettre en relation avec la célèbre allée couverte de La Roche-aux-Fées située sur la commune limitrophe d'Essé.

### Moyen Âge et Ancien Régime
La seigneurie du Teil, dans la paroisse de ce nom appartenait à la famille de Rougé. L'un d'eux, Bonabes[Lequel ?], seigneur de Rougé, donne en 1243 un terrain aux moines cisterciens de Melleray un emplacement convenable pour construire une grange dîmière dans son bourg du Teil. La châtellenie du Teil suivit le sort de celle de Rougé et appartint successivement aux seigneurs de Rougé de Derval, de Chateaugiron, de Rieux, de Laval-Châteaubriand, aux ducs de Montmorency et aux princes de Condé.

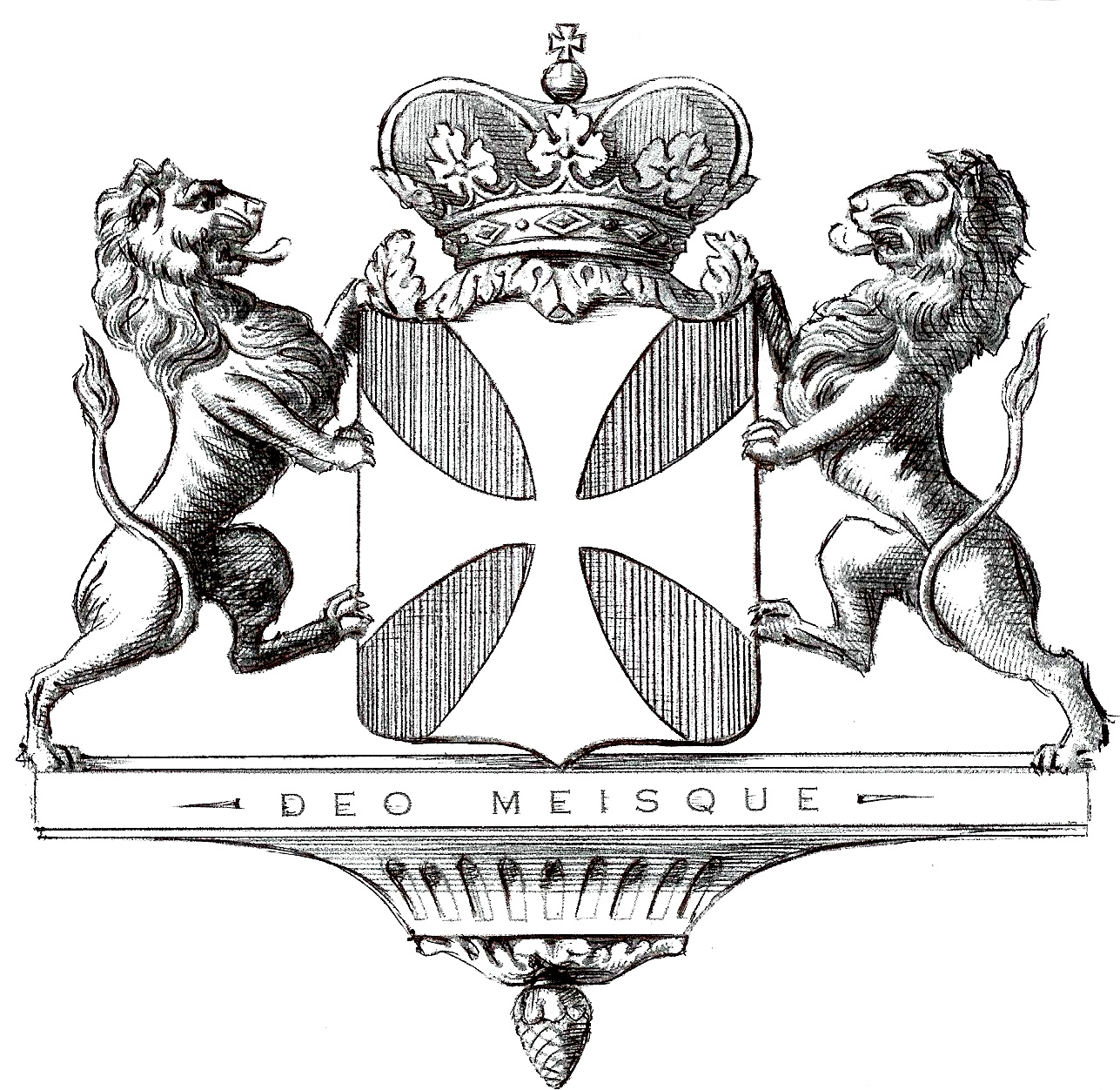
Armoiries de la famille de Rougé

Quoique la châtellenie du Teil semble avoir toujours appartenu aux sires de Rougé, elle formait cependant une seigneurie distincte, étant séparée de Rougé par la baronnie de Vitré et la châtellenie du Désert, et se trouvant dans le diocèse de Rennes, tandis que Rougé appartenait à l'évêché de Nantes. Le Teil avait son château particulier et sa juridiction distincte de celle de Rougé.
Châtellenie d'ancienneté, la seigneurie du Teil se composait de six principaux bailliages : le grand bailliage du Teil et celui de la Bûcherie en Le Teil et Coësmes, le grand bailliage d'Essé en Essé, et les bailliages de Piré, de Janzé et d'Arbrissel.
Au XVIIIe siècle, les revenus de ces fiefs étaient d'environ 600 livres, plus 205 boisseaux d'avoine, 37 poules, une paire de gants et deux éteufs ou balles de jeu de paume.
La haute justice attachée à ces fiefs s'exerçait encore au XVIIIe siècle « dans la ville du Teil, estant néanmoins du ressort de la juridiction de la ville de Châteaubriant, à laquelle viennent les appellations des sentences du Teil » (Archives d'Ille-et-Vilaine, C. 1819). Son gibet, composé de quatre piliers, se dressait sur la lande du Sauldre, au bord du chemin du Teil à Marcillé-Robert. Le sire du Teil était seigneur supérieur et fondateur de l'église du Teil et seulement supérieur des églises d'Essé et d'Arbrissel. Il avait droit de tenir des foires chaque année et un marché tous les lundis « dans sa ville du Teil ».
Enfin, de nombreux seigneurs relevaient du seigneur du Theil, savoir ceux de Sucé, le Loroux, le Boisrouvray, le Boistaillé, Lasse-jambe, le Plessis-Baume, la Trousselière, etc. Le domaine proche de la châtellenie consistait surtout en la forêt du Teil, contenant en 1680 environ 1 150 journaux de terre.
À l'entrée de cette forêt et au bord d'un étang se trouvait le château de la Motte-du-Teil, qui avait dû servir de résidence aux juveigneurs de Rougé, tels que ce Geffroy de Rougé du Teil signalé en 1243. Mais depuis plusieurs siècles cette forteresse n'existait plus, et un aveu de 1628 mentionne seulement l'emplacement de l'ancien château de la Motte du Teil, à présent ruiné. La métairie de la Motte et deux moulins (le moulin de la Motte et celui de Ramet) dépendaient aussi de ce château. Au XVIIe siècle le prince de Condé, baron de Châteaubriant, afféaga les ruines du château de la Motte, aussi bien que la métairie et les moulins, et le tout appartenait en 1680 à René de Lopriac, seigneur de la Rigaudière en la paroisse de Teil (Déclaration de Rougé-au-Teil en 1680).

### Révolution française
La terre de la Motte-du-Teil est confisquée aux émigrés François Viard de Mouillemusse et Charles Viard de Jussé. Elle est vendue comme bien national de seconde origine le 23 septembre 1796. Dès lors, le domaine de la châtellenie ne se composa plus que de la forêt du Teil, des halles, de l'auditoire et de la geôle, construits au bourg du Teil : cette geôle ou prison seigneuriale est elle aussi vendue le 3 juin 1794.
La population de la commune était, parait-il, favorable aux changements apportés par la Révolution française, surtout après la fin de la Terreur. La principale fête révolutionnaire est celle célébrant l'anniversaire de l'exécution de Louis XVI, accompagnée d'un serment de haine à la royauté et à l'anarchie, fêtée à partir de 1795.
Le curé assermenté du Theil fut assassiné pendant la Révolution.

## Politique et administration

### Liste des maires
| Période                                  | Période   | Identité                  | Étiquette | Qualité                                    |
| ---------------------------------------- | --------- | ------------------------- | --------- | ------------------------------------------ |
| 1790                                     | 1792      | Mathurin Delaune          |           |                                            |
| 1792                                     | 1794      | Jacques-Joseph Gaucher    |           |                                            |
| 1794                                     | 1795      | M. Houssayais             |           |                                            |
| 1795                                     | 1795      | Mathurin Lépignac         |           |                                            |
| 1795                                     | 1798      | Jean-Baptiste L'Hoir      |           |                                            |
| 1798                                     | 1813      | Pierre Bouttier           |           |                                            |
| 1813                                     | 1821      | Jean-Baptiste L'Hoir      |           |                                            |
| 1821                                     | 1842      | Jean Hervouin             |           |                                            |
| 1843                                     | 1858      | Jean Briand-Destrèces     |           |                                            |
| 1858                                     | 1896      | Félix Loüin               |           |                                            |
| 1896                                     | 1899      | Amand de Léon des Ormeaux |           |                                            |
| 1899                                     | 1922      | Louis Bordais             |           |                                            |
| 1922                                     | 1937      | Joseph Garnier            |           |                                            |
| 1937                                     | 1945      | André Hoisnard            |           |                                            |
| 1945                                     | 1947      | Jean-Marie Garnier (père) |           |                                            |
| 1947                                     | 1965      | Rosalie Lebreton          |           |                                            |
| 1965                                     | 1989      | Jean-Marie Garnier (fils) |           | Retraité                                   |
| 1989                                     | 1995      | Henri Plassier            |           |                                            |
| juin 1995                                | mars 2014 | Jean-Claude Blouin        | DVD       | Directeur d'entreprise, conseiller général |
| mars 2014                                | mai 2020  | Marie-Annick Boué         | DVD       | Retraitée arboricultrice                   |
| mai 2020                                 | En cours  | Benoît Clément            | DVC       | Responsable logistique                     |
| Les données manquantes sont à compléter. |           |                           |           |                                            |

### Jumelages
Avec les huit autres communes du canton de Retiers, aujourd'hui supprimé, Le Theil-de-Bretagne est jumelé avec :
- Mieścisko (Pologne) depuis mars 1998

## Démographie
L'évolution du nombre d'habitants est connue à travers les recensements de la population effectués dans la commune depuis 1793. Pour les communes de moins de 10 000 habitants, une enquête de recensement portant sur toute la population est réalisée tous les cinq ans, les populations de référence des années intermédiaires étant quant à elles estimées par interpolation ou extrapolation. Pour la commune, le premier recensement exhaustif entrant dans le cadre du nouveau dispositif a été réalisé en 2008.
En 2022, la commune comptait 1 720 habitants, en évolution de −1,77 % par rapport à 2016 (Ille-et-Vilaine : +5,46 %, France hors Mayotte : +2,11 %).
| 1793  | 1800  | 1806  | 1821  | 1831  | 1836  | 1841  | 1846  | 1851  |
| ----- | ----- | ----- | ----- | ----- | ----- | ----- | ----- | ----- |
| 1 396 | 1 477 | 1 387 | 1 300 | 1 481 | 1 509 | 1 446 | 1 544 | 1 576 |

| 1856  | 1861  | 1866  | 1872  | 1876  | 1881  | 1886  | 1891  | 1896  |
| ----- | ----- | ----- | ----- | ----- | ----- | ----- | ----- | ----- |
| 1 601 | 1 557 | 1 546 | 1 452 | 1 421 | 1 410 | 1 407 | 1 415 | 1 330 |

| 1901  | 1906  | 1911  | 1921  | 1926  | 1931  | 1936  | 1946  | 1954  |
| ----- | ----- | ----- | ----- | ----- | ----- | ----- | ----- | ----- |
| 1 219 | 1 192 | 1 181 | 1 088 | 1 120 | 1 127 | 1 063 | 1 073 | 1 029 |

| 1962  | 1968  | 1975  | 1982  | 1990  | 1999  | 2006  | 2008  | 2013  |
| ----- | ----- | ----- | ----- | ----- | ----- | ----- | ----- | ----- |
| 1 018 | 1 016 | 1 089 | 1 133 | 1 123 | 1 130 | 1 445 | 1 534 | 1 706 |

| 2018  | 2022  | - | - | - | - | - | - | - |
| ----- | ----- | - | - | - | - | - | - | - |
| 1 717 | 1 720 | - | - | - | - | - | - | - |

## Lieux et monuments

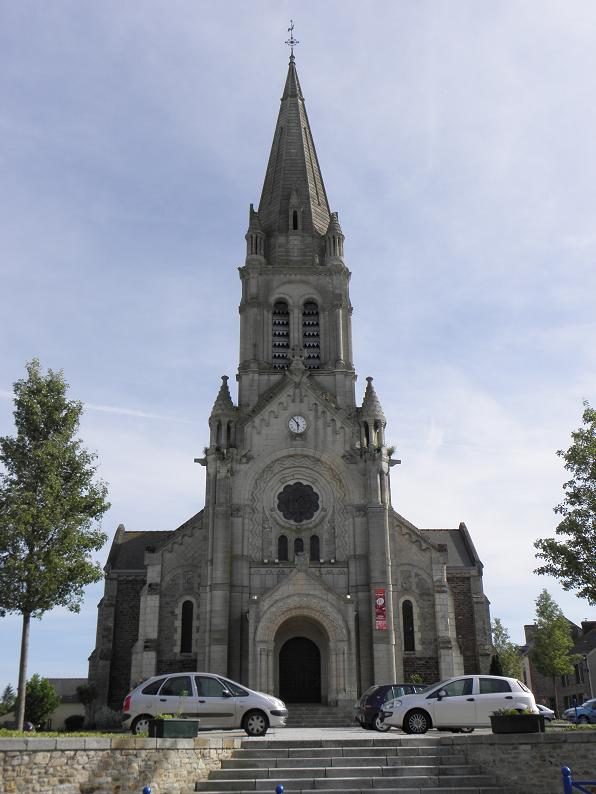
L'église paroissiale Saint-Maimbœuf.

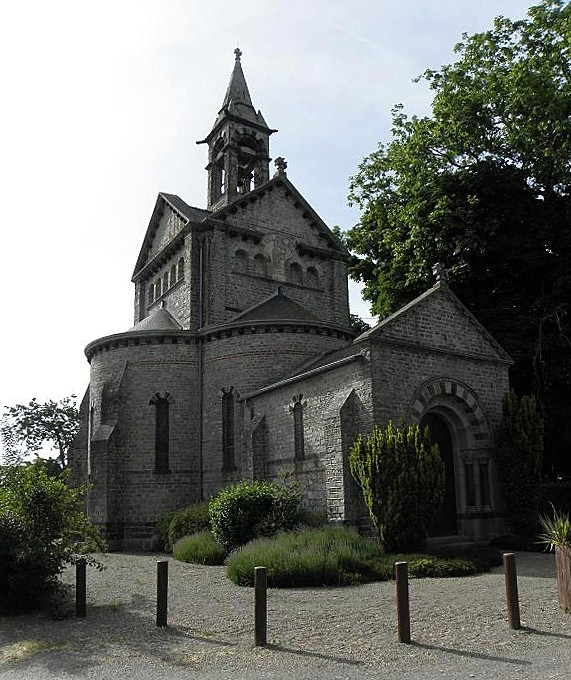
La chapelle Notre-Dame de Beauvais.

La commune compte un monument historique :
- la chapelle Notre-Dame de Beauvais, inscrite par arrêté du 18 mars 2013[36] est située à la sortie du bourg en direction de Coësmes, elle fut édifiée entre 1893 et 1894 par Henri Mellet à l'emplacement d'une ancienne chapelle du XVe siècle. Un calvaire situé sur les lieux est d'ailleurs devenu le siège d'une tradition : ceux qui baisent le pied du calvaire se marient dans l'année.

Il y a aussi neuf bâtiments inventoriés dont :
- l'église Saint-Maimbœuf[37] ;
- le château de la Rigaudière, remontant au XVIIe siècle[38] ;
- la maison Beauchène située en face de la mairie ; cette maison ancienne a été rénovée par la commune, de même que le four à pain située sur la placette.

## Personnalités liées à la commune
- Alexandre Louis du Crest de Villeneuve (1777-1852), amiral, né au Theil.